# Петруші (Прилуцький район)
Петруші (колишня назва хутір Петрушин)  — колишнє село в Україні, у Прилуцькому районі Чернігівської області. Підпорядковувалось Товкачівській сільській раді.
Розташовувалося за 4 км на захід від Товкачівки.

## Історія
Село вперше згадане 1781 року як хутір значкового товариша Петруши, відтак на картах 1797 та 1804 рр. позначений як хутір Петрушин.
У 19 столітті на хуторі мешкали лише козаки.
За даними 1859 року, на хуторі було 5 дворів та мешкав 41 житель. Село було приписане до Хрестовоздвиженської церкви Товкачівки.
Адміністративно хутір належав до Малодівицької волості Прилуцького повіту.
1886 року на хуторі було 20 дворів, мешкало 94 особи.
1910 року на хуторі налічувалося 19 козацьких та 3 селянських господарства, мешкало 124 жителі, з них коваль, 9 ткачів та 6 робітників, решта селяни.
У радянський час село підпорядковувалося Товкачівській сільраді Малодівицького, а з 1962 р.- Прилуцького районів.
1925 року на хуторі було 46 дворів, мешкало 224 жителі, 1930 року був 51 двір та 250 жителів.
На війні загинуло 16 петрушівців.
1949 року налічувалося 58 дворів, мешкало 203 жителі. На хуторі містився колгосп «18 партз'їзд», що мав майже 400 га землі, тваринницьку базу, кузню, вітряк, клуб, 292 тварини та пасіку на 6 вуликів. 19 березня 1951 року колгосп було об'єднано із товкачівським колгоспом «Комунар» у колгосп ім. Молотова у Товкачівці.
1958 року хутір Петруші став селом.
1971 року мав 25 дворів і населення 67 жителів.
На 1989 рік — офіційно нежитлове село. Однак останній житель залишив село лише 1994 року.
17 березня 1994 року Чернігівська обласна рада зняла село з обліку у зв'язку з переселенням жителів.
Територія колишнього села сьогодні розорана.